# Iran Aseman Airlines
Iran Aseman Airlines (persa: هواپیمایی آسمان, romanizado: Havāpeymāyi-ye Āsemān) es una aerolínea iraní, la tercera más grande del país, con sede en Teherán. Opera vuelos regulares nacionales de pasajeros y vuelos internacionales regionales.
Sus bases de operaciones principales son el Aeropuerto Internacional de Mehrabad, el Aeropuerto Internacional Imán Jomeini, el Aeropuerto Internacional de Dubái, el Aeropuerto Internacional de Shiraz y el Aeropuerto Internacional de Mashhad.

## Historia
La aerolínea se fundó y comenzó a operar en 1980. Sus vínculos históricos se remontan a 1958 con Air Taxi Co., que en la década de 1970 cambió su nombre a Pars Air y posteriormente a Iran Aseman Airlines. En marzo de 2007, pasó a ser propiedad de la Compañía de Inversión del Fondo de Pensiones Civiles de Irán y contaba con 298 empleados. Posteriormente, fue privatizada.
El logotipo de Aseman Airlines es azul marino y está inspirado en una grulla (Dorna). En agosto de 2014, Iran Aseman Airlines modificó la combinación de su logotipo y diseño a la versión actual. El diseño fue elaborado por un diseñador de Mashhad llamado Saeed Khosrovan y pronto se implementó en todos los aviones operados por la aerolínea.
En julio de 2016, el director ejecutivo de la aerolínea recibió una orden de arresto por una presunta deuda pública de aproximadamente 37 millones de dólares con la Compañía de Aeropuertos y Navegación Aérea de Irán.
En febrero de 2017, se supo que Aseman Airlines estaba en conversaciones con una empresa irlandesa para arrendar siete Airbus A320neo. En abril de 2017, la aerolínea firmó un memorando de acuerdo con Boeing para la compra de treinta aviones Boeing 737 MAX con opción a compra de otros treinta. En junio de 2017, Iran Aseman Airlines firmó un acuerdo definitivo para la compra de treinta Boeing 737 MAX. En junio de 2018, Boeing anunció que no podría entregar ningún avión a aerolíneas iraníes debido a las sanciones estadounidenses contra Irán.
El 13 de enero de 2019, la aerolínea operó el último vuelo comercial de pasajeros del Boeing 727 a nivel mundial.
Actualmente, la aerolínea tiene prohibido operar en el espacio aéreo de la Unión Europea por "incumplir las normas de supervisión regulatoria [relacionadas con la seguridad] de la UE".

## Flota

### Flota actual
La flota de Iran Aseman Airlines incluye las siguientes aeronaves:
| Aeronaves       | En servicio | Pedidos | Estacionados | Pasajeros                                          | Pasajeros                                          | Pasajeros                                          | Matrículas                                         | Antigüedad                                         | Notas                                              |
| Aeronaves       | En servicio | Pedidos | Estacionados | C                                                  | Y                                                  | Total                                              | Matrículas                                         | Antigüedad                                         | Notas                                              |
| --------------- | ----------- | ------- | ------------ | -------------------------------------------------- | -------------------------------------------------- | -------------------------------------------------- | -------------------------------------------------- | -------------------------------------------------- | -------------------------------------------------- |
| Airbus A320-231 | —           | —       | 1            | 20                                                 | 126                                                | 146                                                | EP-APG                                             | 31,1 años                                          | Estacionado en THR desde 2024                      |
| Airbus A340-311 | —           | —       | 1            | 40                                                 | 215                                                | 255                                                | EP-APA                                             | 33,5 años                                          | Estacionado en IKA desde 2025                      |
| Boeing 737-400  | 3           | —       | —            | 16                                                 | 128                                                | 144                                                | EP-APO                                             | 33,3 años                                          |                                                    |
| Boeing 737-400  | 3           | —       | —            | 16                                                 | 128                                                | 144                                                | EP-APP                                             | 33 años                                            |                                                    |
| Boeing 737-400  | 3           | —       | —            | 16                                                 | 128                                                | 144                                                | EP-APQ                                             | 32,6 años                                          |                                                    |
| Fokker 100      | 2           | —       | 2            | —                                                  | 109                                                | 109                                                | EP-ATE                                             | 34,6 años                                          |                                                    |
| Fokker 100      | 2           | —       | 2            | —                                                  | 100                                                | 100                                                | EP-ATG                                             | 34,1 años                                          | Estacionado en THR desde 2024                      |
| Fokker 100      | 2           | —       | 2            | —                                                  | 109                                                | 109                                                | EP-ATF                                             | 31,8 años                                          | Estacionado en THR desde 2025                      |
| Fokker 100      | 2           | —       | 2            | —                                                  | 109                                                | 109                                                | EP-ASR                                             | 30,6 años                                          |                                                    |
| Total           | 5           | —       | 4            | Edad media de la flota (julio de 2025): 32,7 años. | Edad media de la flota (julio de 2025): 32,7 años. | Edad media de la flota (julio de 2025): 32,7 años. | Edad media de la flota (julio de 2025): 32,7 años. | Edad media de la flota (julio de 2025): 32,7 años. | Edad media de la flota (julio de 2025): 32,7 años. |

### Flota histórica
| Aeronaves               | Total | Introducido | Retirado | Matrículas                                                                                              |
| ----------------------- | ----- | ----------- | -------- | --- |
| ATR 42-300              | 1     | 1993        | 2001     | EP-ATR                                                                                                  |
| ATR 72-200              | 6     | 1993        | 2018     | EP-ATA, EP-ATH, EP-ATS, EP-ATZ, F-GKOA y F-GKOC                                                         |
| ATR 72-500              | 2     | 2007        | 2018     | EP-ATU y EP-ATX                                                                                         |
| Boeing 727-200          | 6     | 1994        | 2018     | EP-ATQ, EP-ATT, LX-IRA (rrg. EP-ASA), LX-IRB (rrg. EP-ASB), LX-IRC (rrg. EP-ASC) y LX-IRD (rrg. EP-ASD) |
| Boeing 737-800          | 1     | 2003        | 2004     | TC-IEA                                                                                                  |
| Dassault Falcon 20      | 6     | 1973        | c. 2015  | EP-FIE, EP-AGY, EP-FIG, EP-FIF, EP-FID y EP-SEA                                                         |
| Fairchild Hiller FH-227 | 4     | 1980        | 1999     | EP-AMI, EP-AMR, EP-AMT y EP-AMS                                                                         |
| Fokker F27 Friendship   | 1     | 1983        | 1986     | EP-ANA                                                                                                  |
| Fokker F28 Fellowship   | 7     | 1981        | c. 2005  | EP-PAV, EP-PAX, EP-PAZ, EP-ASE, EP-ASF, EP-PAT y EP-PAU                                                 |
| Ilyushin Il-76          | 1     | 2006        | 2008     | EP-PCC                                                                                                  |
| Lockheed L-1011 TriStar | 1     | 2008        | 2008     | EX-056                                                                                                  |
| Túpolev Tu-154          | 2     | 1997        | 1999     | EP-TUA y EP-TUB                                                                                         |

## Destinos
Iran Aseman Airlines vuela a los siguientes destinos (a julio de 2009):

### Asia Central
- Asjabad, Turkmenistán (ASB) - Aeropuerto de Asjabad
- Biskek, Kirguistán (FRU) - Aeropuerto Internacional Manas
- Dusambé, Tayikistán (DYU) - Aeropuerto de Dusambé
- Kabul, Afganistán (KBL) - Aeropuerto Internacional de Kabul

### Oriente Medio
- Abu Dabi, Emiratos Árabes Unidos (AUH) - Aeropuerto Internacional de Abu Dabi
- Baréin (BAH) - Aeropuerto Internacional de Baréin (via Dubái)
- Doha, Catar (DOH) - Aeropuerto Internacional de Doha
- Dubái, Emiratos Árabes Unidos (DXB) - Aeropuerto Internacional de Dubái
- Kuwait (KWI) - Aeropuerto Internacional de Kuwait

### Irán
- Ahvaz (AWZ) - Aeropuerto de Ahwaz
- Arak (AJK) - Aeropuerto de Arak
- Ardebil (ADU) - Aeropuerto de Ardabil
- Asaluyé (YEH) - Aeropuerto de Asalouyeh
- Asaluyé (PGU) - Aeropuerto del Golfo Pérsico
- Bahregan (IAQ) - Aeropuerto de Bahregan
- Bam (BXR) - Aeropuerto de Bam
- Bandar Abbás (BND) - Aeropuerto Internacional de Bandar Abbas
- Bochnurd (BJB) - Aeropuerto de Bojnourd
- Bushehr (BUZ) - Aeropuerto de Bushehr
- Dezful (DEF) - Aeropuerto de Dezful
- Gorgán (GBT) - Aeropuerto de Gorgan
- Ilam (IIL) - Aeropuerto de Ilam
- Isfahán (IFN) - Aeropuerto Internacional de Isfahán
- Kermanshah (KSH) - Aeropuerto Shahid Ashrafi Esfahani
- Jark (KHK) - Aeropuerto de Jark
- Joy (KHY) - Aeropuerto de Joy
- Isla de Kish (KIH) - Aeropuerto de Kish
- Lamerd (LFM) - Aeropuerto de Lamerd
- Lar (LRR) - Aeropuerto de Lar
- Laván (LVP) - Aeropuerto de Laván
- Mashhad (MHD) - Aeropuerto Internacional de Mashhad
- Noushahr (NSH) - Aeropuerto de Noushahr
- Parsabad (PFQ) - Aeropuerto de Parsabad-Moghan
- Qeshm (GSM) - Aeropuerto Dayrestan
- Rafsanyán (RJN) - Aeropuerto de Rafsanyán
- Ramsar (RZR) - Aeropuerto de Ramsar
- Rasht (RAS) - Aeropuerto de Rasht
- Sabzevar (AFZ) - Aeropuerto de Sabzevar
- Sahand (ACP) - Aeropuerto de Sahand
- Sanandaj (SDG) - Aeropuerto de Sanandaj
- Shiraz (SYZ) - Aeropuerto Internacional de Shiraz
- Tabriz (TBZ) - Aeropuerto Internacional de Tabriz
- Teherán (IKA) - Aeropuerto Internacional Imam Jomeini
- Teherán (THR) - Aeropuerto Internacional Mehrabad
- Tohid (TEW) - Aeropuerto de Tohid
- Yasuch (YES) - Aeropuerto de Yasuch
- Yazd (AZD) - Aeropuerto Shahid Saddughí
- Zanyán (JWN) - Aeropuerto de Zanyán

## Accidentes e incidentes
- 24 de agosto de 2008, el Vuelo 6895 de Iran Aseman Airlines, un Boeing 737, un vuelo chárter operado por Iran Aseman Airlines, se estrelló cerca del Aeropuerto Internacional Manas de Biskek, la capital de Kirguistán. El avión era propiedad y estaba operado por Itek Air (una compañía kirguís). 69 personas murieron y 21 lograron sobrevivir al accidente.

- 18 de febrero de 2018: El Vuelo 3704 de Aseman Airlines se estrelló en Irán, en las montañas de Zagros, era un ATR 72 de la compañía Iran Aseman Airlines con 66 personas a bordo, donde no hubo sobrevivientes